# Alexander Arnoldowitsch Schitomirski
Alexander Arnoldowitsch Schitomirski (russisch Александр Арнольдович Житомирский; * 1907 in Rostow am Don; † 1993 in Moskau) war ein sowjetischer Grafiker.
Schitomirski wurde während des Zweiten Weltkriegs durch seine antifaschistischen Fotomontagen auf Flugblättern bekannt. Später richteten sich seine Werke häufig gegen den US-Imperialismus im Kalten Krieg.

## Lebensweg
Alexander Schitomirskis Vater war Apotheker. Er starb im russischen Bürgerkrieg (1917–1922).
Schitomirski interessierte sich schon in jungen Jahren für bildende Kunst. Seine erste angewandte Arbeit war eine Werbetafel für ein örtliches Kolonialwarengeschäft. Schon im Alter von 17 Jahren zog Schitomirski nach Moskau und studierte dort in den Studios des „Verbandes der Künstler des revolutionären Russlands“ (Ассоциация художников революционной России). Ab 1925 war Schitomirski für russische Medien tätig und fertigte Illustrationen und Plakate an. Ab 1930 erstellte er Karikaturen für die Zeitschriften ROST und Rabotschaja Gaseta („Zeitung der Arbeiterklasse“). In den Jahren 1930 und 1931 setze Schitomirski seine grafische Ausbildung im Studio von Wladimir Andrejewitsch Faworski fort. 1931/32 besuchte er Kurse bei John Heartfield, den er zeitlebens als seinen wichtigsten Lehrer erachtete und mit dem er später befreundet war. Im Jahr 1967 erschien ein Aufsatz von John Heartfield über seinen Freund Alexander Schitomirski mit dem Titel Against the Fascism, against the War. In den 1930er Jahren war Schitomirski als Gebrauchsgrafiker für die Zeitschriften Sozialistikeskaja Industrija („Sozialistische Industrie“) und Illjustrirowannaja gaseta („Illustrierte Zeitung“) tätig. Ab 1936 war er für die Gestaltung der Zeitschrift Stroim („Aufbau“) verantwortlich. Er arbeitete dort mit den Fotografen Dmitri Debabow, Anatoli Garanin, Mark Markow-Grinberg, Iwan Schagin, Arkadi Schaichet und Georgi Selma zusammen. Während des deutsch-sowjetischen Krieges 1941 bis 1945 wirkte Schitomirski an der Gestaltung von Front-Zeitschriften mit, vor allem an der deutschsprachigen Front-Illustrierten, die sich an deutsche Soldaten richtete. Er gestaltete auch propagandistische Flugblätter, für die er neben dokumentarischen Fotos auch Texte von Bertolt Brecht und Erich Weinert verwendete. Außerdem arbeitete Schitomirski an der Fotogaseta („Fotozeitung“) sowie an Flugblättern mit, die sich an sowjetische Soldaten wandten. Von 1945 bis in die späten 1970er Jahr hinein war Schitomirski Art Director der Zeitschrift Sowjetunion. Schitomirski veröffentlichte seine Arbeiten auch in der Prawda („Wahrheit“), Iswestija, Literaturnaja gaseta („Literaturzeitung“), Krasnyi Flot („Rote Flotte“), Smena („Aufbruch“) und Krokodil. In den Jahren von 1945 bis 1971 erstellte Schitomirski einen Zyklus von Fotomontagen unter dem Titel „Für den Frieden, gegen den Krieg“, in denen er sich vor dem politischen Hintergrund des Kalten Krieges mit visuellen Appellen gegen Krieg, gegen den Kapitalismus und für Abrüstung engagierte. Daneben illustrierte er auch Bücher von Boris Polewoi und Sergei Beljajew. Zwischen 1960 und 1970 unternahm Schitomirski mehrere Auslandsreisen, in sozialistische Staaten wie etwa die Tschechoslowakei, Rumänien, die DDR und Vietnam, aber auch in Länder außerhalb des Rates für gegenseitige Wirtschaftshilfe wie Südafrika, Italien, Großbritannien, Frankreich, Algerien und Tunesien.
Das Art Institute of Chicago zeigte bis Januar 2017 die Ausstellung Humanism + Dynamite = The Soviet Photomontages of Aleksandr Zhitomirsky.

## Werke
- Grischa und Mischa, die beiden Pioniere. Text v. H. Paul. Zeichnungen v. A. Schitomirski. Moskau 1936 (DNB 362295468)